# Magda Schneider
Magda Schneider, all'anagrafe Magdalene Maria Schneider (Augusta, 17 maggio 1909 – Schönau am Königssee, 30 luglio 1996), è stata un'attrice e soubrette tedesca.
Recitò in oltre 70 film e godette di molta popolarità in Austria, paese nel quale si trasferì dalla nativa Germania dopo il primo matrimonio.

## Biografia

Magda Schneider con la figlia Romy Schneider a Venezia nel 1957

Nata ad Augusta, figlia dell'idraulico Xaverius Schneider (1878-1959) e di Maria Meier-Hörmann (1879-1951), iniziò la sua carriera in film muti. 
Madre dell'attrice Romy Schneider, recitò con lei in diversi film in cui impersonava la madre, la zia oppure la sua dama di compagnia. Così fu nei primi film della carriera di Romy, come La principessa Sissi, la celebre trilogia sulla vita di Elisabetta di Baviera, Sissi, ma anche in film non a soggetto storico, come Eva. Confidenze di una minorenne (1959).
Nel 1941 venne presentata ad Adolf Hitler durante un soggiorno del Führer a Berchtesgaden, il Nido dell'Aquila, mentre la figlioletta Romy giocava nel prato con altri bambini. Con lui ebbe una relazione rimasta segreta fino agli anni '90.
Si sposò due volte: la prima con l'attore austriaco Wolf Albach-Retty, da cui ebbe Romy e un figlio maschio; la seconda con un imprenditore di Colonia, Herbert Blatzheim, proprietario di 40 tra ristoranti, alberghi, cabaret e night.

## Filmografia
- Boykott, regia di Robert Land (1930)
- Fräulein - Falsch verbunden, regia di E.W. Emo (1932)
- Ein bißchen Liebe für Dich, regia di Max Neufeld (1932)
- Zwei in einem Auto, regia di Joe May (1932)
- Questa notte o mai più (Das Lied einer Nacht), regia di Anatole Litvak (1932)
- Desiderio 202 (Sehnsucht 202), regia di Max Neufeld (1932)
- Tell Me Tonight, regia di Anatole Litvak (1932)
- Spiriti burloni (Das Testament des Cornelius Gulden), regia di E.W. Emo (1932)
- Glück über Nacht, regia di Max Neufeld (1932)
- La Chanson d'une nuit, regia di Pierre Colombier e Anatole Litvak (1932)
- Marion, das gehört sich nicht, regia di Emmerich Wojtek Emo (1933)
- Amanti folli (Liebelei), regia di Max Ophüls (1933)
- Amanti folli (Une histoire d'amour), regia di Max Ophüls (1933)
- Kind, ich freu' mich auf Dein Kommen, regia di Kurt Gerron (1933)
- Going Gay, regia di Carmine Gallone (1933)
- Alle machen mit, regia di Franz Wenzler (1933)
- Glückliche Reise, regia di Alfred Abel (1933)
- Ich kenn' dich nicht und liebe dich, regia di Géza von Bolváry (1934)
- Ein Mädel wirbelt durch die Welt, regia di Georg Jacoby (1934)
- G'schichten aus dem Wienerwald, regia di Georg Jacoby (1934)
- Fräulein Liselott, regia di Johannes Guter (1934)
- Die Katz' im Sack, regia di Richard Eichberg (1935)
- Eva, regia di Johannes Riemann (1935)
- Vergiss mein nicht
- Die lustigen Weiber, regia di Carl Hoffmann (1936)
- Rendezvous in Wien, regia di Victor Janson (1936)
- Die Puppenfee, regia di E.W. Emo (1936)
- Prater, regia di Willy Schmidt-Gentner (1936)
- Geheimnis eines alten Hauses, regia di Rudolf van der Noss (1937)
- Amore e dolore di donna (Frauenliebe - Frauenleid), regia di Augusto Genina (1937)
- Musik für dich, regia di E.W. Emo (1937)
- L'ussaro  (Ihr Leibhusar), regia di Hubert Marischka (1938)
- Frühlingsluft, regia di Carl Lamac (1938)
- Die Frau am Scheidewege, regia di Josef von Báky (1938)
- Chi bacia Maddalena? (Wer küßt Madeleine?), regia di Victor Janson (1939)
- Diritto all'amore (Das Recht auf Liebe), regia di Joe Stöckel (1939)
- Mädchen im Vorzimmer, regia di Gerhard Lamprecht (1940)
- Herzensfreud - Herzensleid, regia di Hubert Marischka (1940)
- Am Abend auf der Heide, regia di Jürgen von Alten (1941)
- Die heimlichen Bräute, regia di Johannes Meyer (1944)
- Liebeskomödie, regia di Theo Lingen (1943)
- Zwei glückliche Menschen, regia di E.W. Emo (1943)
- Ein Mann für meine Frau, regia di Hubert Marischka (1943)
- Eines Tages, regia di Fritz Kirchhoff (1945)
- Ein Mann gehört ins Haus, regia di Hubert Marischka (1948)
- Die Sterne lügen nicht, regia di Jürgen von Alten (1950)
- Wenn der weiße Flieder wieder blüht, regia di Hans Deppe (1953)
- ...und ewig bleibt die Liebe, regia di Wolfgang Liebeneiner (1954)
- L'amore di una grande regina (Mädchenjahre einer Königin), regia di Ernst Marischka (1954)
- 4º fanteria (Die Deutschmeister), regia di Ernst Marischka (1955)
- La principessa Sissi (Sissi), regia di Ernst Marischka (1955)
- Sissi - La giovane imperatrice (Sissi - Die junge Kaiserin), regia di Ernst Marischka (1956)
- Le avventure di Robinson (Robinson soll nicht sterben), regia di Josef von Báky (1957)
- Von allen geliebt, regia di Paul Verhoeven (1957)
- Sissi - Il destino di un'imperatrice (Sissi - Schicksalsjahre einer Kaiserin), regia di Ernst Marischka (1957)
- La casa delle tre ragazze (Das Dreimäderlhaus), regia di Ernst Marischka (1958)
- Eva. Confidenze di una minorenne (Die Halbzarte), regia di Rolf Thiele (1959)
- Verdammt die jungen Sünder nicht, regia di Hermann Leitner (1961)

## Doppiatrici italiane
Nelle versioni in italiano dei suoi film, Magda Schneider è stata doppiata da:
- Lydia Simoneschi in La principessa Sissi, Sissi - La giovane imperatrice, Sissi - Il destino di un'imperatrice
- Melina Martello in L'amore di una grande regina, La principessa Sissi, Sissi - La giovane imperatrice, Sissi - Il destino di un'imperatrice (ridoppiaggi)